# 小行星3947
小行星3947（英語：3947 Swedenborg）是一颗围绕太阳公转的小行星。1983年12月1日，愛德華·鮑威爾在可可尼诺县发现了此天体。
这颗小行星的绝对星等为101.1009483314247等。